# Funkcja zespolona
Uzasadnienie:  wąski zakres tematyczny jednego z artykułów, precedens w artykule funkcja rzeczywista 
Funkcja zespolona – funkcja o przeciwdziedzinie zawartej w zbiorze liczb zespolonych.
Teoria funkcji zespolonej stanowi osobny dział analizy matematycznej, nazywany analizą zespoloną. Podobnie jak w przypadku funkcji zmiennych rzeczywistych, rozważa się funkcje wielu zmiennych zespolonych. 
Funkcje zespolone są stosowane do opisu zjawisk ewoluujących jednocześnie w czasie i przestrzeni.
Pierwszym systematycznym opracowaniem algebry funkcji zespolonych były prace francuskiego matematyka Augustina Louisa Cauchy'ego.